# Gérard Dessertenne
Pour les articles homonymes, voir Dessertenne.
Gérard Dessertenne (né le 16 janvier 1950 à Blanzy et mort le 18 août 2016 à Montceau-les-Mines,) est un coureur cycliste français. 

## Biographie
Ancienne figure du cyclisme bourguignon, Gérard Desertenne a couru à l'UV Blanzy, à l'ESC Meaux, au VS Mâcon et au PS Le Creusot. Son palmarès compte plus de 200 victoires. Il a notamment remporté le championnat de France amateurs en 1978. La même année, il est sélectionné en équipe de France pour le championnat du monde amateurs, où il se classe vingtième. 
Il meurt subitement d'une crise cardiaque au domicile de sa mère. Une randonnée cyclosportive, nommée Souvenir Gérard Dessertenne, est disputée chaque année en son hommage depuis son décès.

## Palmarès
- 1973
  - 2e du championnat de Bourgogne sur route
  - 3e du Circuit de Côte d'Or
- 1974
  - 2e du Grand Prix de Villapourçon
- 1975
  - Champion de Bourgogne sur route
- 1977
  - Tour de La Réunion
- 1978
  -  Champion de France sur route amateurs
  - Ruban Nivernais-Morvan
  - Grand Prix d'Issoire
  - Grand Prix de Cours-la-Ville
  - 2e du Tour de la Haute-Marne
  - 2e du championnat de Bourgogne sur route
  - 3e du Circuit de Saône-et-Loire
  - 3e de Dijon-Auxonne-Dijon
  - 3e du Circuit du Cantal
- 1979
  - Grand Prix de Villapourçon
  - Grand Prix de Cours-la-Ville
  - Circuit des Boulevards
- 1980
  - Circuit de Saône-et-Loire
  - Trophée de la Montagne bourbonnaise
  - Grand Prix de Villapourçon
  - Circuit de l'Auxois
- 1981
  - 2e étape du Circuit de Saône-et-Loire (contre-la-montre)
  - Ronde du Haut-Mâconnais
  - 2e du Grand Prix Mathias
- 1982
  - Champion de Bourgogne sur route
  - 2e étape du Circuit de Saône-et-Loire (contre-la-montre)
  - 2e du Trophée de la Montagne bourbonnaise
  - 2e du Circuit berrichon
  - 3e du Grand Prix de Villapourçon
- 1983
  - 3e du Circuit de Saône-et-Loire
  - 3e du Grand Prix de Vougy
  - 3e du Grand Prix de Villapourçon
- 1985
  - 2e étape du Circuit de Saône-et-Loire (contre-la-montre)
  - 2e du Circuit de Saône-et-Loire
- 1986
  - Grand Prix de Chardonnay
  - 3e du Critérium de La Machine
- 1989
  - 3e du Ruban Nivernais-Morvan
- 1990
  - Champion de Bourgogne sur route vétérans
  - 2e du Ruban Nivernais-Morvan
- 1992
  - Champion de Bourgogne sur route vétérans